# Geositta peruviana
Geositta peruviana е вид птица от семейство Furnariidae.

## Разпространение
Видът е разпространен в Перу.